# القطني (جبلة)

تعديل مصدري - تعديل

القطني محلة تابعة لقرية المقبل، التابعة لعزلة الربادي بمديرية جبلة إحدى مديريات محافظة إب في الجمهورية اليمنية، بلغ تعداد سكانها 60 حسب تعداد اليمن لعام 2004.